# Ignacy Różycki
Ignacy Różycki (ur. 26 grudnia 1911 w Kryspinowie, zm. 14 października 1983 w Krakowie) – polski ksiądz katolicki, teolog, profesor Uniwersytetu Jagiellońskiego i Akademii Teologii Katolickiej w Warszawie, specjalista w zakresie dogmatyki.

## Życiorys
Był absolwentem Gimnazjum im. Bartłomieja Nowodworskiego w Krakowie (1930), następnie wstąpił do Wyższego Seminarium Duchownego Archidiecezji Krakowskiej, święcenia kapłańskie przyjął 7 października 1934. W 1937 obronił na Papieskim Uniwersytecie Świętego Tomasza z Akwinu pracę doktorską De cognoscibilitate Dei, opublikowaną w 1938 jako Doctrina Petri Abelardi de Trinitate: De cognoscibilitate Dei. W 1938 został prefektem, w 1939 rektorem Małego Seminarium w Krakowie, równocześnie pracował jako asystent na Wydziale Teologicznym Uniwersytetu Jagiellońskiego. W okresie II wojny światowej wykładał dogmatykę w seminarium duchownym w Krakowie. 
W 1945 podjął pracę na Wydziale Teologicznym UJ jako zastępca profesora, w tym samym roku otrzymał stopień doktora habilitowanego na podstawie pracy Doctrina Petri Abaelardi de Trinitate, vol. II: De mysterio SS. Trinitatis opublikowanej w 1939 i został mianowany docentem. W latach 1945–1954 kierował na UJ Katedrą Dogmatyki Szczegółówej. 1 maja 1954 został mianowany profesorem nadzwyczajnym. Pracę magisterską pod jego kierunkiem napisał na UJ Karol Wojtyła.
Po likwidacji Wydziału Teologicznego UJ w sierpniu 1954 został profesorem Wydziału Teologicznego Akademii Teologii Katolickiej w Warszawie, gdzie objął Katedrę Dogmatyki Spekulatywnej. W 1957 zrezygnował z pracy ATK, ale powrócił tam w 1964, ponownie obejmując tę samą katedrę, w 1969 został profesorem zwyczajnym. Na Wydziale Teologicznym ATK był promotorem wielu prac doktorskich. Pod jego kierunkiem stopień doktora uzyskali m.in. Jerzy Kotara, Tadeusz Dionizy Łukaszuk i Engelbert Gorywoda. Równocześnie współpracował z Papieskim Wydziałem Teologicznym w Krakowie i Papieską Akademią Teologiczną w Krakowie. 
Od 27 października 1965 był ekspertem soboru watykańskiego II. Pracował tam nad Deklaracją o wolności religijnej i Konstytucją duszpasterską o Kościele w świecie współczesnym, był także ekspertem Synodu Biskupów oraz od 1969 członkiem Wspólnej Grupy Roboczej Kościoła Rzymskokatolickiego i Światowej Rady Kościołów. W latach 1973–1978 był członkiem Rady Naukowej Konferencji Episkopatu Polski. w 1980 został członkiem Międzynarodowej Komisji Teologicznej.
Był członkiem Polskiego Towarzystwa Teologicznego w Krakowie, w latach 1958–1965 kierował jego sekcją dogmatyczno-moralną. W latach 1959–1973 był duszpasterzem pracowników nauki archidiecezji krakowskiej, w latach 1972–1979 kierował komisją Synodu Archidiecezji Krakowskiej ds. teologicznych.
Na polecenie Karola Wojtyły jako arcybiskupa krakowskiego przeprowadził jako cenzor w procesie beatyfikacyjnym Faustyny Kowalskiej teologiczną analizę jej Dzienniczka. Początkowo sceptyczny, uważał przyszłą świętą za „ofiarę halucynacji na podłożu histerii”. Ostatecznie uznał jej objawienia za nadprzyrodzone, a ją samą za „wspaniałą mistyczkę”.
Mieszkał w Krakowie.

## Wybrane publikacje
- Wykłady z dogmatyki I. Różyckiego z roku 1941/42 (1943)
- Podstawy sakramentologii (1970)
- Doctrina Petri Abaelardi de Trinitate (1938, 1939)
- Il culto della divina misericordia: studio teologico del Diario di santa Faustina Kowalska sul tema del culto (2002)
- Dogmatyka (1947)
- Quaestio de natura et gratia seu reparabilitas omnium peccatorum in statu naturae purae (1946)
- Podstawy sakramentologii (1970)
- Rozważania o bożym miłosierdziu – na podstawie opracowań Ignacego Różyckiego (1985)[7]